# Le Monde libre (entreprise)
Pour les articles homonymes, voir Le Monde libre.
Le Monde libre est une holding de presse française qui détient 72,5 % du Groupe Le Monde et 99 % de l'hebdomadaire Le Nouvel Obs.
Depuis 2024, environ 98 % du capital de Le Monde libre est détenu par le Fonds pour l’indépendance de la presse, un fonds de dotation indépendant créé pour garantir l’autonomie du Groupe Le Monde. Xavier Niel a transféré l’ensemble de ses parts à ce fonds, qui ne dépend plus de lui et ne peut céder les actions sans l’accord unanime de son conseil d’administration, auquel participe le Pôle d’indépendance du journal. Le fonds regroupe également les actions acquises auparavant auprès de Matthieu Pigasse et de Daniel Křetínský. Ce dernier ne détient plus de participation, tandis que Matthieu Pigasse conserve environ 2 % du capital.
Le siège de Le Monde libre est situé au 16, rue de la Ville-l'Évêque à Paris, dans les locaux du groupe Iliad, fondé par Xavier Niel.

## Historique
Le 2 novembre 2010, le trio dit « BNP » composé de Pierre Bergé, Xavier Niel et Matthieu Pigasse, rachète le Groupe Le Monde. Ils révoquent également le président du groupe, Éric Fottorino, de la présidence pour divergences de point de vue avec les nouveaux actionnaires le 15 décembre 2010.
En janvier 2014, le trio d'actionnaire rachète 65 % du Nouvel Observateur pour 13,4 millions d'euros. Cette acquisition signifiant le désengagement partiel de Claude Perdriel,, Laurent Joffrin publie le même mois un éditorial faisant le point de la situation.
Le 5 juin 2014, l'Autorité de la concurrence autorise le rachat du Nouvel Observateur par Le Monde libre, permettant ainsi de conclure l'opération annoncée en janvier. À la suite de ce changement d'actionnaires, une nouvelle formule est mise en place et, le 23 octobre 2014, Le Nouvel Observateur devient L’Obs.
En janvier 2015, le Groupe Le Monde annonce la construction de nouveaux locaux dans le 13e arrondissement de Paris près de la gare d'Austerlitz, ils devraient regrouper les rédactions du Monde et de l'hebdomadaire Le Nouvel Obs.
Après la mort de Pierre Bergé en 2017, ses deux associés Xavier Niel et Matthieu Pigasse s'engagent à reprendre ses parts à égalité dans Le Monde libre. Néanmoins, Madison Cox, veuf de Pierre Bergé, qui détient donc 26,66 % du Monde Libre, s'oppose fermement à cette reprise et attaque en justice les deux associés après qu'ils ont fait de même devant le tribunal de commerce de Paris en décembre 2020. Selon un pacte d'associés signé le 6 décembre 2016 par Pierre Bergé avec Xavier Niel et Matthieu Pigasse, il prévoyait de vendre à chacun la moitié de ces 26,66 %. Cox est débouté en première instance en mai 2021, mais a fait appel de la décision.
Le 25 octobre 2018, Matthieu Pigasse officialise la vente de 49 % de ses parts dans le Nouveau Monde - propriétaire de sa participation dans le Monde libre - au milliardaire tchèque Daniel Křetínský.
En juillet 2019, Daniel Křetínský et Matthieu Pigasse annoncent être entrés en négociations exclusives avec Prisa pour racheter les 20 % de parts détenues par le groupe espagnol dans Le Monde libre,. Une décision qui provoque la colère de Xavier Niel et de la société des rédacteurs du Monde. Cependant, en octobre 2019, l'échéance de la période exclusive de négociations étant dépassée, la revente à parité de la part du groupe espagnol Prisa n'a pas eu lieu.
En septembre 2023, Daniel Křetínský revend ses parts dans le groupe à Xavier Niel.

## Organisation
Actionnaires principaux : Xavier Niel, Madison Cox et Matthieu Pigasse.
L'équipe dirigeante du Groupe Le Monde et du Nouvel Obs au 15 décembre 2021:
- Président du directoire et directeur général du Nouvel Obs (Nouvel Observateur du Monde SA) : Grégoire de Vaissière
  - Directrice de la rédaction du Nouvel Obs : Cécile Prieur
- Président du directoire du Groupe Le Monde : Louis Dreyfus
  - Directeur du journal Le Monde : Jérôme Fenoglio
  - Directrice de la rédaction du journal Le Monde : Caroline Monnot